# Фрідріх Вільгельм Шеллінґ
Фрі́дріх Ві́льгельм Йозеф фон Ше́ллінґ (нім. Friedrich Wilhelm Joseph Schelling; 27 січня 1775 — 20 серпня 1854) — німецький філософ, ідеаліст. Отримав у Тюбінгені вищу духовну освіту, в Лейпцигу вивчав математику і природознавство. Викладав у Єнському, Ерлангенському, Мюнхенському та Берлінському університетах. У філософській еволюції Шеллінґа відсутні чіткі межі між її етапами, які можна назвати як «філософія природи» (натурфілософія — 90-ті роки XVIII ст.), трансцендентального ідеалізму (1800), «філософія тотожності» (перше десятиліття XIX ст.) та «філософія одкровення».

## Біографія
Фрідріх Вільгельм Йозеф фон Шеллінґ народився в вюртемберзькому містечку Леонберзі в сім'ї протестантського священика.
У 1790 році 15-літній Шеллінґ поступив до Тюбінгенського університету з характеристикою «ingenium praecox» (нім. і лат. «скороспілий талант»). В університеті інтереси Шеллінґа поділялися між філософією і теологією. У 1792 році захистив магістерську дисертацію стосовно тлумачення біблейського міфу про гріхопадіння. Він ознайомився з філософію Канта, з першими роботами Фіхте і в 19 років сам виступав на філософській ниві, спочатку як послідовник і тлумачник Фіхте. Його друзями стають Гегель і Гете. По завершенні курсу в 1795 році Шеллінґ три роки виконував обов'язки домашнього учителя, в умовах, досить сприятливих для його власних занять.
У 1798 році Шеллінґ став професором Йенського університету. У той же час Шеллінґ вступив у тісне спілкування з гуртком романтиків — братами Шлегель, Гарденбергом тощо. Душею цього гуртка була Кароліна Шлегель, дружина А. В. Шлегеля. У 1803 році 27-літній Шеллінґ одружився з 40-літньою Кароліною (їхня різниця у віці складала 13 років), але їхній шлюб тривав 6 років (до 1809 року) і закінчився смертю Кароліни від шигельозу (тоді називали дизентерією).
З 1803 по 1806 роки Шеллінґ викладав у Вюрцбургському університеті, після чого перебрався до Мюнхена, де став штатним членом Баварської академії наук.
У лекціях Шеллінґа, які він читав у Берліні в 1841—1842 роках і які опублікував Паулус, знаходиться вже повне визнання системи абсолютного ідеалізму, як завершення його власної філософії тотожності. Окрім Йєни, Шеллінґ був професором у Вюрцбурзі, Мюнхені, Ерлангені та Берліні. Кінець життя Шеллінґа був затьмарений судовим процесом проти Паулуса, який опублікував без згоди Шеллінґа його лекції в Берлінському університеті. Процес закінчився не на користь Шеллінґа, оскільки суд не визнав опублікування лекцій, пов'язаних із критичним обговоренням, за передбачуваний законом «передрук». Ображений Шеллінґ назавжди перестав читати лекції. Останні роки глибокої старості Шеллінґ провів в оточенні вірних друзів і численної сім'ї (через три роки після смерті першої дружини він вдруге одружився).
За рік до своєї смерті Шеллінґ одержав від короля Максиміліана II, свого колишнього учня, присвячений йому сонет, заключний рядок якого дуже чітко характеризує широкий і підвищений політ його філософської думки: «Du wagst die Klüfte kühn zu überschreiten, wozu die Weisen keine Brücke fanden, die Gläubige und Denker stets entzweiten».
«Ти сміливо переступаєш яри, які віруючих з мислителями завжди роз'єднували і для яких мудреці не бачили містків».

## Натурфілософія
У філософській еволюції Шеллінґа філософія природи — найважливіший етап. Якщо для Фіхте значення природи полягало у тому, що вона протистоїть моральності, а остання перемагає природні властивості суб'єкта, то для Шеллінґа, навпаки, природа — самостійний предмет філософського дослідження.
Період натурфілософських досліджень Шеллінґа збігся з відкриттями Вольфа, Гальвані, Ерстеда, Фарадея та інших дослідників природи фізичних явищ, хімії та фізіології. Шеллінґ використовував результати цих наукових досягнень у своєму вченні про природу.
У своїх працях «Ідеї філософії природи» (1797), «Про світову душу» (1798), «Перший нарис системи філософії природи» (1799), «Загальна дедукція динамічного процесу» (1800) Шеллінґ спирається не тільки на Канта, а й на вчення Лейбніца про монади.
До Шеллінґа філософи обмежували себе лише загальним поняттям «природа» як механізму зі своїми законами, властивостями. Шеллінґ звернув увагу на необхідність відкриття в природі реально існуючих «динамічних протилежностей». Вчення про динамічні протилежності в природі Шеллінґ доповнював вченням про протилежності в пізнанні. Природа, за Шеллінґом, є становленням духовного початку «інтелігенції»; якщо в людині духовність усвідомлює себе, то в природі вона — несвідома.
Розглядаючи природу як силову динамічну єдність протилежностей, Шеллінґ вважає, що через усю природу проходить протилежність об'єкта і суб'єкта. Прообразом такої протилежності він вважає полярність полюсів магніту: вони одночасно пов'язані між собою і взаємнопротилежні. Це — перше виявлення загального світового закону, який виявляє себе у протилежності позитивного і негативного зарядів у електродинаміці, у протилежному відношенні кислот і лугів. Принцип поділу на протилежності Шеллінґ впроваджує для розгляду явищ органічного життя. Він за допомогою поляризації класифікує різновиди явищ живої природи. На думку Шеллінґа, у природі є сила, яка має властивості живої сили. Роздвоєння цієї сили уможливлює природі утворювати нові форми природного існування. Уся природа — великий організм, у якому протилежності гармонійно поєднуються в єдності, взаємне заперечення гармонійно вирішується єднанням. Цілісність живого організму базується на гармоніях, а гармонії мають духовну природу. Тому не живе породжується з неживого, а навпаки: мертве тіло—продукт життєдіяльності, результат смерті живого. Таким чином, початок усіх речей має духовну основу, але ця духовна основа є несвідомою, животворною, немислячою.
Найважливішими досягненнями філософії природи Шеллінґа було використання історичного погляду на природу. Саме Шеллінґ проголошує, що природа історично давніша за свідомість. Виникнення свідомості є результатом ряду змін природи.
Філософія природи Шеллінґа час від часу вступала в суперечність з досягненнями природничих наук. Тому ця філософія дуже швидко втратила свій авторитет у колах природодослідників. Однак історично, вона відіграла визначну роль.

## Трансцендентальний ідеалізм
Після створення основоположних принципів «філософії природи» Шеллінґ дійшов висновку, що його вчення відповідає на питання: яким чином несвідомо духовна природа породжує свідоме, як із об'єктивного виникає суб'єктивне. Однак для ідеалістичної філософії завжди стоїть проблема: як суб'єктивне стає об'єктивним? Спробу дати відповідь на це питання Шеллінґ здійснив у «Системі трансцендентального ідеалізму» (1800).
Трансцендентальний ідеалізм виходить із визнання первинності суб'єктивного «Я» стосовно об'єктивного. Безпосереднім предметом вивчення трансцендентальної філософії проголошується суб'єктивне, його внутрішні акти, засобом його розгляду — «інтелектуальна інтуїція». На думку Шеллінґа, традиційне повсякденне логічне мислення має форму лише розсуду, дає знання нижче порівняно з пізнанням, яке здійснює розум. Розсуд, логічне мислення стоять під владою закону суперечності. Розум же не підкоряється формальному закону суперечності (закон, згідно з яким у судженнях забороняється мати взаємозаперечні судження). Розум не підвладний забороні суперечності, він безпосередньо вбачає за суперечностями єдність протилежностей.
Форми пізнання розумом не збігаються з розсудливістю. Вони не є умовиводами та доказами. Ці форми є безпосереднім уявленням, сприйняттям інтелектуальної інтуїції. Суб'єктом такого пізнання може бути тільки філософський або художній розум, геній, а не повсякденна розсудливість. Тим більше, що мова, якою розсуд висловлює свої умовиводи, заважає інтелектуальному сприйняттю, бо складається зі сталих форм, відбитків розумових процесів.
У розробці поняття ступенів розвитку свідомості Шеллінґ близький до «науковчення» Фіхте: свідомість починає з почуттів, потім підіймається до рівня інтелігенції, досягає межі рефлексії, остаточно завершується актом волевиявлення, з якого починається практичне «Я». На першій стадії «Я» споглядає себе як обмежене з боку «не— Я». На другій стадії до зовнішнього споглядання приєднується внутрішнє, самовідчуття при цьому домінує. Досягнувши розуміння власної спонтанності, самовизначеності, свідомість починає пізнавати себе та свої властивості як підвладні необхідності і як вільні.

## Філософія тотожності
Центральною ідеєю Шеллінґа, яка уможливила йому побудувати систему «філософії природи» і систему «трансцендентального ідеалізму», є ідея «абсолютного розуму, в якому суб'єктивне і об'єктивне — неподільні». З погляду Шеллінґа, «абсолютним може бути лише самопізнання безумовної тотожності». Використовуючи вчення Фіхте про те, що межа між протилежностями завжди є їх певним поєднанням, що така межа взагалі можлива тільки тому, що протилежності у чомусь тотожні, Шеллінґ шукає основу абсолютної тотожності усього існуючого, яке має ім'я «Буття».
Якщо протилежності самі по собі виявляються абсолютно протилежними, вони не будуть мати між собою нічого спільного, що свідчить — вони взагалі не є протилежностями, бо коли одна з тез проголошується, то інша не може взагалі виявляти себе, тому що вона байдужа до першої. Зустрічаються протилежності між собою лише остільки, оскільки між ними покладено межу, яка не покладена жодною з протилежностей, а покладена окремо від них. Таким чином, межа є не що інше, як дещо спільне обом протилежностям. Так, коли ми починаємо протиставляти злих і добрих людей, ми вже їх об'єднали за ознакою — люди. Там, де ми протиставляємо: більше — менше, близько — далеко, пусте — повне тощо, ми їх попередньо об'єднали поняттям «простір». Таким чином, усе, що виявляє себе як протилежності, обов'язково повинно мати спільність, бути ототожнене у чомусь, інакше ми протилежність взагалі не помітимо. Однак якщо ми бачимо протилежності, то ми бачимо і їх тотожність. Чому тоді так складно вирішується проблема пізнання тотожностей протилежностей? Шеллінґ вважає, що тотожності ми сприймаємо тільки інтуїтивно, хоча постійно використовуємо їх і в практичному, і в теоретичному житті.
Те, що в Абсолюті тотожне, вічне і бездоганне, у світі речей, навпаки, — поділене, множинне, неосяжне, змінюється у часі, уявляється як процес. Розвиток Абсолюту, за Шеллінґом, має цілепокладаючу форму. Крайні ступені його на одному полюсі дають матерію, а на протилежному — ідею, істину пізнання. Саморозподіл Абсолюту, єдиного тотожного самому собі початку, має своєю метою самопізнання єдиного, своє власне самоусвідомлення Абсолюту. Адже Абсолют не може вдовольнитися лише несвідомою інтуїцією самого себе. Самосвідомість абсолютного розуму (Бог) неможлива без існування людини як протилежності, яка має здатність до самозміни, саморозвитку, до поступового переходу від інтелектуальної інтуїції до самосвідомості.

## Філософія одкровення
Приблизно в 1815 році Шеллінґ почав розробку «філософії міфології та одкровення», або «позитивної філософії». У своїх працях «Філософія міфології», «Філософія одкровення», «Історія новітньої філософії» він виступив з критикою раціоналістичної філософії за те, що вона відповідає лише на питання «як?», а не «що?», звинувачує її у відсутності уваги до принципу, який уможливлює усвідомити суть «речей». З його погляду, раціоналізм визнає виникнення одиничного із загальних сутностей, не вміючи пояснити відношення між собою цих сутностей, не вміючи пояснити, як з останніх виникають реальні одиничні речі.
Філософія одкровення та міфології, за Шеллінґом, розглядається у вигляді системи «теософії», не обмеженої християнською доктриною. Адже одкровення існує у всіх формах релігійності, а дохристиянська міфологія мала своєрідне історичне місце, за змістом збігалася з істинними релігійними принципами. Міфи не потребують тлумачення, вони мають власний зміст, який прозріває існуючу тотожність Абсолюту. Тому «позитивна філософія», поділена на «філософію міфу» та «філософію одкровення», об'єднує знання та віру. Віра, за Шеллінґом, це єдиний шлях до усвідомлення Абсолютної тотожності буття. Таким чином, задум Шеллінґа про чіткий раціоналістичний виклад філософії тотожності в останні роки його діяльності стає ірраціоналізм.
Бог, за Шеллінґом, це — передусім особистість. Різниця між Богом і людиною у тому, що Бог як особистість абсолютно вільний і нескінченний, а людина обмежена. У лекціях «Про метод академічного вивчення» (1803) Шеллінґ обґрунтовує історико-критичний метод вивчення Біблії. В останні роки своєї наукової діяльності він заперечує даний метод як помилковий абсолютизм раціоналізму.

## Праці
- Über die Möglichkeit einer Form der Philosophie überhaupt (1794),
- Vom Ich als Princip der Philosophie oder über das Unbedingte im menschlichen Wissen (1795), (online [Архівовано 7 листопада 2012 у Wayback Machine.])
- Abhandlung zur Erläuterung des Idealismus der Wissenschaftslehre (1796),
- Ideen zu einer Philosophie der Natur (1797),
- Von der Weltseele (1798),
- System des transcendentalen Idealismus (1800),
- Über den wahren Begriff der Naturphilosophie und die richtige Art ihre Probleme aufzulösen (1801)
- Philosophie der Kunst (Vorlesung) (1802/1803)
- Vorlesungen über die Methode des akademischen Studiums, Hamburg: Meiner, 1974 (Phil.Bibl.275)
- System der gesammten Philosophie und der Naturphilosophie insbesondere (посмертна публікація) (= «Wurzburger-» oder «1804system») (1804)
- Philosophische Untersuchungen über das Wesen der menschlichen Freiheit [Архівовано 5 грудня 2007 у Wayback Machine.] (1809),
- Clara — Über den Zusammenhang der Natur mit der Geisterwelt. Ein Gespräch, Fragment (Aus dem handschriftlichen Nachlass, wohl zwischen 1809 und 1812)
- Weltalter (1811: існують інші варіанти цього твору),
- Darstellung des philosophischen Empirismus (1830, посмертна публікація),
- Philosophie der Mythologie (Лекція) (1842),
- Philosophie der Offenbarung (Лекція) (1854).

Нові видання
- Vorlesungen über die Methode (Lehrart) des akademischen Studiums. Hrsg.v. Walter E. Erhardt. Meiner, Hamburg 1990. ISBN 3-7873-0972-1
- Das Tagebuch. Hrsg. v. Hans Jörg Sandkühler. Meiner, Hamburg 1990. ISBN 3-7873-0722-2
- System des transzendentalen Idealismus. Hrsg. v. Horst D. Brandt u. Peter Müller. Meiner, Hamburg 2000. ISBN 3-7873-1465-2
- Philosophische Untersuchungen über das Wesen der menschlichen Freiheit und die damit zusammenhängenden Gegenstände. Hrsg. v. Thomas Buchheim. Meiner, Hamburg 2001. ISBN 3-7873-1590-X
- Zeitschrift für spekulative Physik. Hrsg. v. Manfred Durner, 2 Bde. Meiner, Hamburg 2002. ISBN 3-7873-1694-9
- Bruno oder über das göttliche und natürliche Prinzip der Dinge. Ein Gespräch. Hrsg. v. Manfred Durner. Meiner, Hamburg 2005. ISBN 3-7873-1719-8
- Philosophie der Offenbarung. Hrsg. v. Manfred Frank, Frankfurt/ Main: Suhrkamp Taschenbuch Wissenschaft 181, 1977. ISBN 3-518-27781-2
- Historisch kritische Ausgabe, 40 Bände (Reihe I: Werke, II: Nachlass, III: Briefe). Hrsg. im Auftrag der Schelling-Kommission der Bayerische Akademie der Wissenschaften|Bayerischen Akademie der Wissenschaften v. Thomas Buchheim, Jochem Hennigfeld, Wilhelm G. Jacobs, Jörg Jantzen u. Siegbert Peetz. Frommann-Holzboog, Stuttgart-Bad Cannstatt 1976 ff., ISBN 978-3-7728-0542-4